# Fest-noz

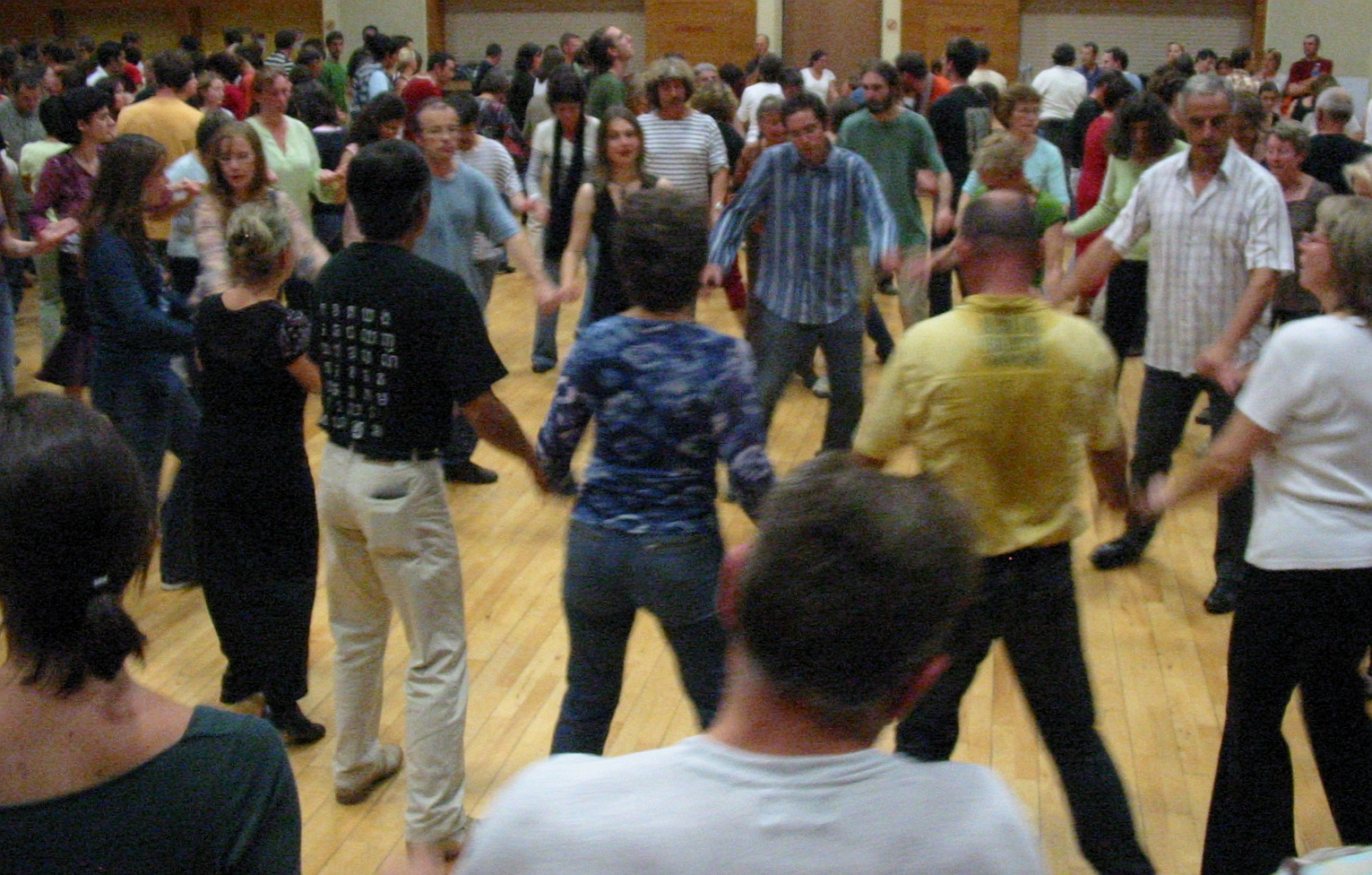
Fest-noz (2007)

Fest-noz este numele serbărilor populare din regiunea Bretania din Franța, care au loc seara în diferite localități, la țară sau la oraș.  

## Etimologie
Denumirea Fest-noz provine din cuvintele bretone fest = petrecere  si noz = noapte, în sensul "petrecerii de noapte", spre deosebire de Fest-deiz, denumire pentru "petrecere de zi". Pluralul breton este Festoù-noz.

## Istoric
Aceste adunări dansante au fost reinventate prin anii 1950 în centrul Bretaniei, cu scopul de a recrea vechile adunări festive ale țăranilor care marcau sfârșitul zilelor de muncă colectivă, obiceiuri care au dispărut în anii 1930. Revitalizarea termenului Fest-noz poate fi atribuită bardului Loeiz Ropars, animator de dansuri bretone din departamentul Finstère al  Bretaniei, decedat în 2007.
Fest-noz a recâștigat o mare popularitate între anii 1998-2000 prin renașterea muzicii celtice, fenomenul fiind astăzi de mare amploare, regrupând toate generațiile.
La 5 decembrie 2012, Fest-noz a fost recunoscut de UNESCO ca fiind un patrimoniu cultural imaterial al umanității, listat anterior în inventarul patrimoniului cultural imaterial al Franței.
Referitor la dansurile populare, biserica a încercat să interzică "KOF-a-KOF", dansurile (corp la corp), dar a tolerat înlănțuirea prin degetul mic, iar în unele parohii, prin intermediul unei batiste. 
În timpul ocupației naziste, fiind interzise petrecerile, au avut loc adunări clandestine departe de sate, partea muzicală fiind asigurată prin tehnica Kan ha diskan, un cântat alternativ între doi dansatori. Loeiz Ropars a organizat primul concurs de Kan ha diskan în 1954 la Poullaouen, al cărui succes a depășit așteptările. El a organizat pe 30 octombrie 1955 primul Fest-noz într-o sală de dans din Poullaouen, o seară istorică de întoarcere la tradiție, la care au participat 3000 de persoane.

## Dansurile
Particularitatea dansului breton în comparație cu zonele celtice legate lingvistic (Scoția, Irlanda, Țara Galilor) constă în a dansa în cerc sau în lanț, fapt ce permite participarea unui număr mare de dansatori. Accentul se pune pe combinații de pași și pe ritm, dezvoltându-se astfel o dinamică specială, ghidată de persoanele de la extremitatea lanțului. Unele pun accentul pe mișcarea brațelor, altele dimpotrivă, pe jocul din picioare facilitat printr-o încleștare colectivă prin brațe.
Exista o mare varietate de dansuri bretone, dar cele mai întâlnite sunt:
- An-dro
- Hanter-dro
- Plinn
- Gavote (Dañs Fisel, Gavote de montagne, Kost ar c’hoat)
- Suite de Loudéac
- Rond de Saint-Vincent
- Ridéé 6-timpi / Laridé 8-timpi
- Kas a-barh
- Maraîchine

La Fest-noz se dansează și vals, mazurka sau polka, polka scoțiană dar mai rar.

## Muzica
Muzica pentru acompaniamentul dansului în timpul unui Fest-noz poate fi:

### Vocală
Melodiile sunt cântate a capella în contratimp, în stilul chemare – răspuns (Kan ha diskan). Textele pot fi în bretonă sau în franceză. Acest stil s-a practicat mult la începutul secolului al XX-lea în centrul Bretaniei, unde limba bretonă s-a păstrat cel mai bine.  
Frații Henri și Yvon Morvan, (88 și 85 de ani), au fost decorați în 2019 prin decret ministerial cu Ordinul artelor și literelor (Commandeurs des Arts et des Lettres) pentru aportul lor la păstrarea tradiției vocale prin Kan ha diskan în cadrul adunărilor Fest-noz.

### Vocal instrumentală sau instrumentală
Acompaniamentul tradițional este un duo între fr bombarde (un instrument de suflat din lemn cu ancie dublă) și  binioù kozh ([in bretonă - cimpoi vechi). Ambele instrumente au proprietatea de a suna penetrant și pot fi folosite în aer liber, neavând nevoie de amplificări< Ele servesc dansurilor tradiționale chiar și în stilul Kan ha diskan.
Alte instrumente tradiționale uzuale sunt acordeonul diatonic, clarinetul (treujenn-gaol cu 13 taste) și vioara. Cercurile celtice folosesc cornemuza scoțiană, un cimpoi mai elevat decât biniou.
Interacțiunea dintre cântăreți și instrumente se derulează astfel ca muzicienii să poată face pauze regulate, bine venite pentru suflătorii în bombarde. Fest-noz este animat deobicei prin mai multe grupuri de muzicieni, fiecare performând cam o jumătate de oră. O asemenea petrecere poate fi însă animată și de un singur muzician la acordeonul diatonic (instrument care poate reda 5 tonuri și 2 semitonuri, sunetul putând fi diferit în functie de compresie-decompresie).
Situl Internet Tamm-Kreizh publică regulat, începând cu anul 2012 agenda legată de adunările Fest-noz în diferitele zone ale Bretaniei.
Astăzi au loc mii de Festoù-noz în Bretania dar și în locurile unde se găsește o comunitate puternică de bretoni. Aceste adunări pot ajunge și la 8000 de persoane, cum a fost cazul în noiembrie 2012 la Rennes.